# Cytidine
La cytidine est une molécule appartenant à la famille des nucléosides, formée lorsqu'une molécule de cytosine et une molécule de ribose cyclique (ribofuranose) sont attachées via une liaison β-N1-glycosidique.
Si la molécule de cytosine est attachée à un désoxyribose (le carbone 2 perd sa fonction alcool -OH), cela donne une désoxycytidine.